# Operační analýza
Jako operační analýza nebo též operační výzkum se označují postupy aplikující matematické metody na řešení některých úloh, zejm. ekonomických, logistických, vojenských nebo organizačních. Využívají se zejména některé partie diskrétní matematiky (zejm. teorie grafů), teorie pravděpodobnosti a statistika, ale i matematická analýza a algebra. Cílem operační analýzy je vytvořit model (formální popis) dané situace a následně provést jeho optimalizaci, tedy nalezení hodnot parametrů modelu, pro které dosahuje sledovaný výstup modelu extrému.